# 瀬戸山京介
瀬戸山 京介（せとやま きょうすけ、1982年7月16日 - ）は、宮崎県日南市出身のバスケットボール選手である。2005年にアイシンシーホースに入部、2009年にはbjリーグの京都ハンナリーズと契約してプロ選手になり、2016年に引退した。
現役最後のシーズンとなった2015-16シーズン時点での身長187cm、体重76kgで、ポジションはガード、フォワードだった。

## 来歴・人物
吾田中学校から小林高校に進学。1学年上には清水太志郎がいた。3年次に主将として挑んだインターハイ決勝で長澤晃一、新井靖明、山田謙治擁する能代工業に、ウィンターカップで志村雄彦、佐藤濯、宍戸治一擁する仙台高校と対戦したが、共に準優勝で終わった。
その後筑波大学でも主将も務め、関東大学バスケットボール連盟1部昇格、リーグ優勝に貢献する。
2005年にアイシンシーホースへ加入。
2009年退団。同年のbjリーグドラフト会議にて全体1位で京都ハンナリーズに指名される。
SGだけでなく、PGにも挑戦。
2010-11シーズンから主将を務め、チームの中心選手となった。
2015-16シーズン限りで引退。京都両洋高等学校の教員に転身し、同校男子バスケットボール部の監督に就任した。

## 個人成績
| シーズン         | チーム | GP | GS | MPG  | FG%  | 3P%  | FT%  | RPG | APG | SPG | BPG | TO  | PPG |
| ---------------- | ------ | -- | -- | ---- | ---- | ---- | ---- | --- | --- | --- | --- | --- | --- |
| bjリーグ 2009-10 | 京都   | 50 | 35 |      |      |      |      |     |     |     |     |     | 3.6 |
| bjリーグ 2010-11 | 京都   | 46 | 42 |      |      |      |      |     |     |     |     |     | 5.0 |
| bjリーグ 2011-12 | 京都   | 52 | 52 |      |      |      |      |     |     |     |     |     | 4.6 |
| bjリーグ 2012-13 | 京都   | 42 | 24 | 17.4 | .324 | .327 | .833 | 1.9 | 2.6 | 0.7 | 0.0 | 2.2 | 2.7 |
| bjリーグ 2013-14 | 京都   | 47 |    | 10.6 | .338 | .219 | .677 | 1.1 | 0.5 | 0.8 | 0.0 | 0.5 | 1.6 |
| bjリーグ 2014-15 | 京都   |    |    |      |      |      |      |     |     |     |     |     |     |
| bjリーグ 2015-16 | 京都   |    |    |      |      |      |      |     |     |     |     |     |     |